# Покорский, Илья Николаевич
Илья́ Никола́евич Поко́рский (2 августа 1914, д. Лузгино, Осинский район, Иркутская область, Российская империя — 17 мая 1990, Иркутск, Россия) — 1-й секретарь Аларского РК КПСС, 1-й секретарь Усть-Ордынского окружкома КПСС, делегат XX и XXI съездов КПСС, Герой Социалистического Труда (1957).

## Биография
Родился 2 августа 1914 г. в д. Лузгино Осинского района в бедной и многодетной семье.
В 1932 году, когда ему исполнилось 18 лет, колхозники выбрали его бригадиром. На село прибывала техника, стали открываться МТС. Илью Николаевича пригласили на должность участкового агротехника.
Через три года он был назначен старшим агрономом, а затем и директором. Трудился председателем Боханского и Эхирит-Булагатского райисполкомов.
Молодой руководитель обращал внимание на то, что на больших площадях Приангарская степь используется малопродуктивно. Сена собирали всего по 4-5 ц. с гектара. Тогда было принято решение: распахать в подходящих местах степь и приступить к возделыванию отвечающих здешним условиям культур. С 1953 по 1957 годы в хозяйствах района было освоено более 40 тысяч гектаров целины, к осени 1956 года хозяйства района значительно перевыполнили план и сдали с каждого гектара более 9 центнеров зерна. Указом Президиума Верховного Совета СССР от 11 января 1957 года «за выдающиеся достижения в освоении целинных и залежных земель, успешное проведение уборки урожая и хлебозаготовок в 1956 году в Иркутской области» удостоен звания Героя Социалистического Труда с вручением ордена Ленина и золотой медали «Серп и Молот».
Избирался делегатом XX и XXI съезда КПСС.

## Награды и звания
- Герой Социалистического Труда (1957).
- Персональный пенсионер.